# Deutscher Akademischer Austauschdienst
Der Deutsche Akademische Austauschdienst e. V. (DAAD) ist eine Gemeinschaftseinrichtung der deutschen Hochschulen und Studierendenschaften zur Pflege ihrer internationalen Beziehungen, die 1925 gegründet wurde. Präsident ist seit 1. Januar 2020 Joybrato Mukherjee.

## Aufgaben und Ziele

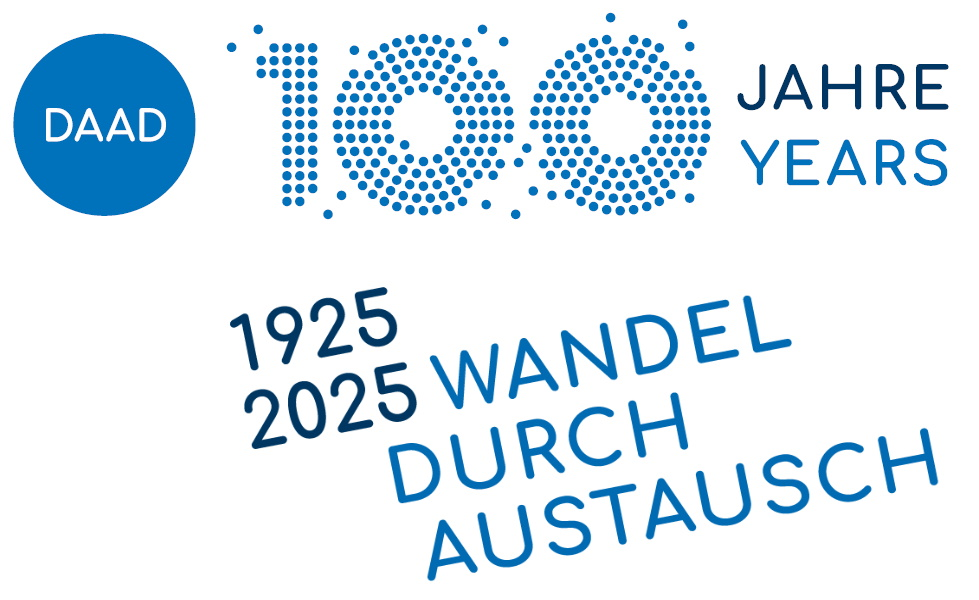
Logo und Claim zum 100-jährigen Jubiläum des DAAD im Jahr 2025.

Der DAAD ist nach eigenen Angaben die weltweit größte Förderorganisation für den internationalen Austausch von Studierenden und Wissenschaftlern. Seit seiner Gründung im Jahr 1925 hat der DAAD mehr als 3 Millionen Akademiker im In- und Ausland unterstützt (Stand: 2024).

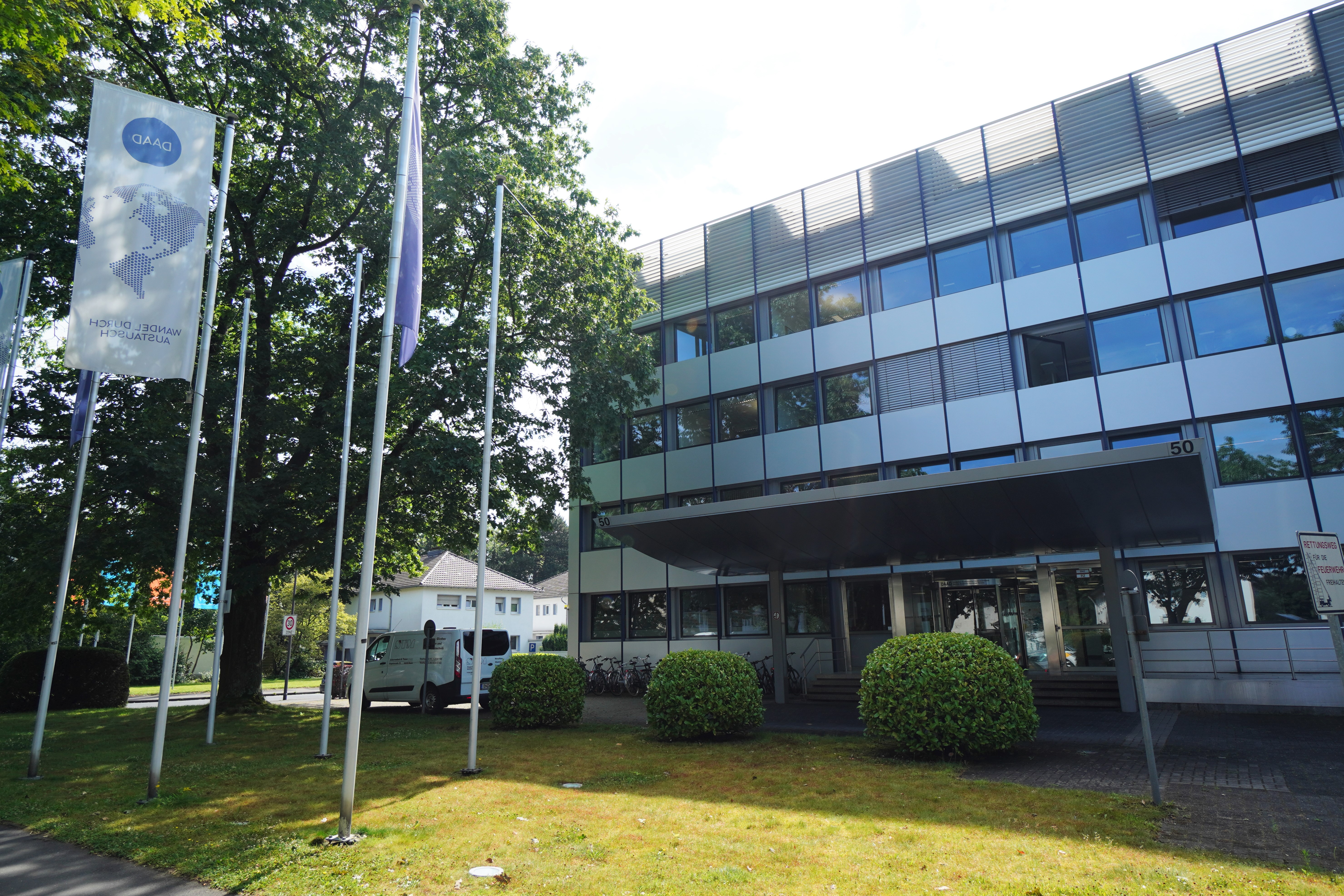
Hauptgebäude in Bonn

Seine Tätigkeit geht jedoch weit über die Vergabe von Stipendien hinaus: Förderung der Internationalisierung der deutschen Hochschulen und der Forschung, strategische Beratung von Hochschulen im Bereich der Internationalisierung und in Fragen des internationalen Hochschulmarketings, Stärkung der Germanistik, der deutschen Sprache und der Deutschlandstudien im Ausland, Unterstützung von Ländern des Globalen Südens beim Aufbau leistungsfähiger Hochschulen.
Im Jahr 2024 hat der DAAD inklusive der EU-Programme mehr als 140.000 Menschen rund um den Globus gefördert und ist damit die weltweit größte Förderorganisation seiner Art. Das Angebot reicht vom Auslandssemester für Studierende im Bachelor- und Master-Bereich bis zum Promotionsstudium, vom Praktikum bis zur Gastdozentur, vom Informationsbesuch bis zum Aufbau von Hochschulen im Ausland. Die internationalen Aktivitäten deutscher Hochschulen unterstützt der DAAD durch Marketingdienstleistungen, Publikationen, Veranstaltungen und Fortbildungen, aber auch durch spezielle Förderprogramme zum Aufbau internationaler Hochschulpartnerschaften.
Stipendien für Ausländer werden über die Stipendiendatenbank des DAAD ausgeschrieben und über die deutschen Botschaften, die DAAD-Außenstellen, die Informationszentren (IC), DAAD-Lektoren und Partnerhochschulen im Ausland bekannt gemacht. Kontakt zum DAAD für deutsche Studierende vermittelt gewöhnlich das Akademische Auslandsamt (International Office) einer Hochschule. Eine Ausnahme bildet das Berliner Künstlerprogramm des DAAD, das sich an Bildende Künstler, Schriftsteller und Musiker richtet.

Der DAAD ist auch Nationale Agentur für die Koordinierung und Durchführung des Erasmus+-Programms der Europäischen Union für den Hochschulbereich.

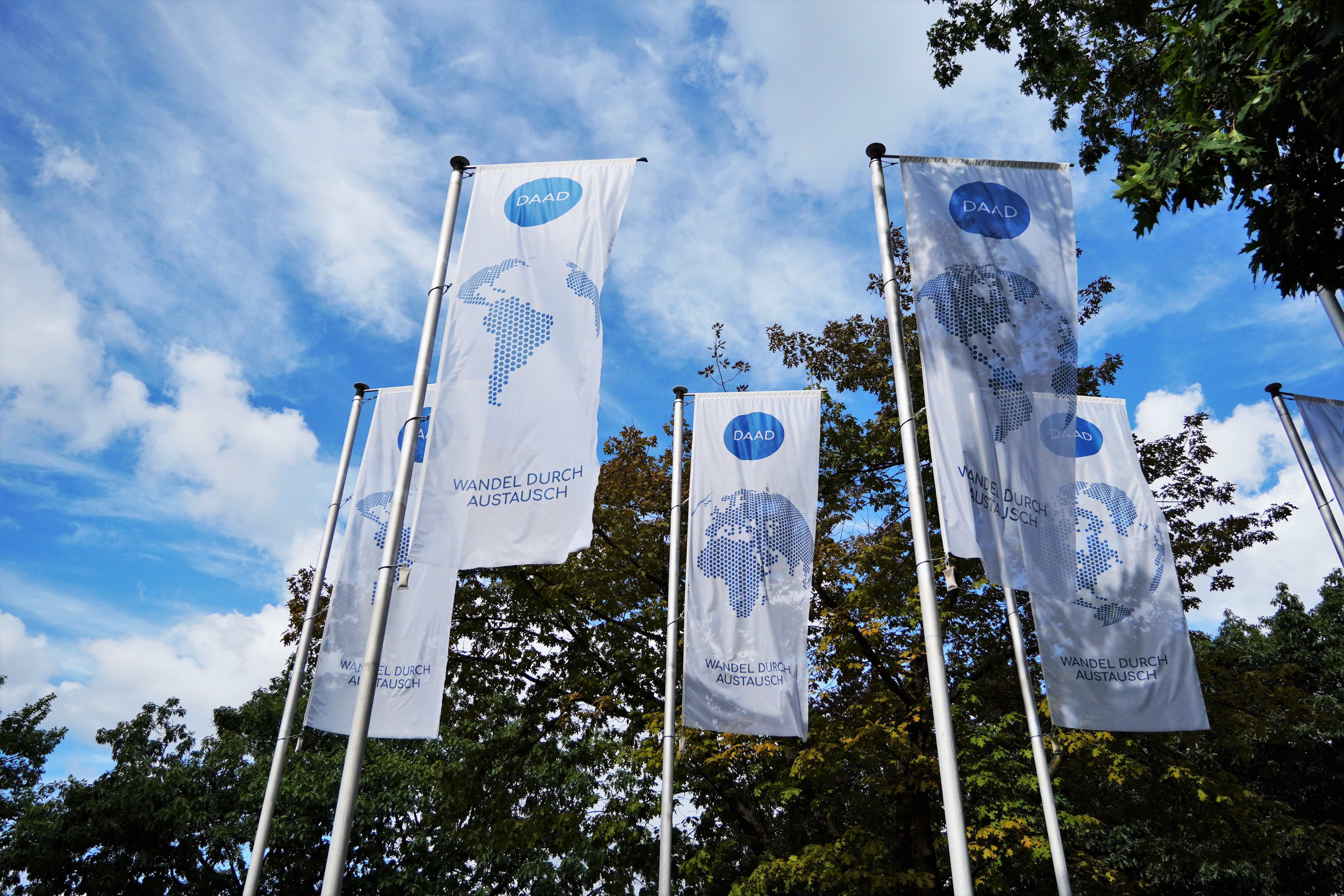
Fahnen des DAAD auf der Kennedyallee, Bonn

Die satzungsgemäße Namensform lautet „Deutscher Akademischer Austauschdienst“, in rechtsverbindlichen Schreiben mit dem Zusatz e. V. In seinen Publikationen verwendete der Verein bis Anfang 2015 zur Verdeutlichung des Akronyms DAAD auch die Varianten „Austausch-Dienst“ sowie „Austausch Dienst“.

## DAAD-Strategie 2030
Angesichts globaler Herausforderungen ist die internationale akademische Zusammenarbeit, laut DAAD, heute wichtiger denn je – gleichzeitig wird der wissenschaftliche Austausch vor dem Hintergrund geopolitischer Verschiebungen und Konfliktkonstellationen zunehmend komplexer. Die DAAD-Strategie 2030 dient dem DAAD als Kompass. Sie analysiert die gegenwärtigen Rahmenbedingungen der internationalen akademischen Zusammenarbeit und formuliert auf dieser Grundlage die Schwerpunkte und Ziele der Arbeit des DAAD bis zum Ende der Dekade. Dabei verfolgt die Strategie einen außenwissenschaftsrealpolitischen Ansatz, der die Chancen internationaler Kooperationen hervorhebt und zugleich potenzielle Risiken bewusst reflektiert. Die DAAD-Strategie 2030 betont die Rolle des DAAD als Akteur der Außenwissenschaftspolitik und Science Diplomacy. Sie reflektiert zudem die Rolle und Wirkung des DAAD als deutsche und europäische Organisation. Aktuelle Entwicklungen an den Hochschulen und in der Gesellschaft werden systematisch in den Blick genommen.
Die DAAD-Strategie 2030 setzt vor diesem Hintergrund vier Schwerpunkte:
1. Wir stärken den Wissenschafts-, Innovations- und Wirtschaftsstandort Deutschland.
2. Wir suchen gemeinsame Lösungen für globale Herausforderungen.
3. Wir gestalten Wissenschaftsdiplomatie in einer multipolaren Welt.
4. Wir (be)fördern Demokratie und gesellschaftlichen Zusammenhalt.

Diese Schwerpunkte spiegeln sich systematisch in den zehn strategischen Zielen, die die Strategie entlang der drei zentralen Handlungsfelder des DAAD – Fördern, Vernetzen, Beraten – sowie der drei strategischen Querschnittsdimensionen – Nachhaltigkeit, Diversität, Digitalisierung – formuliert.

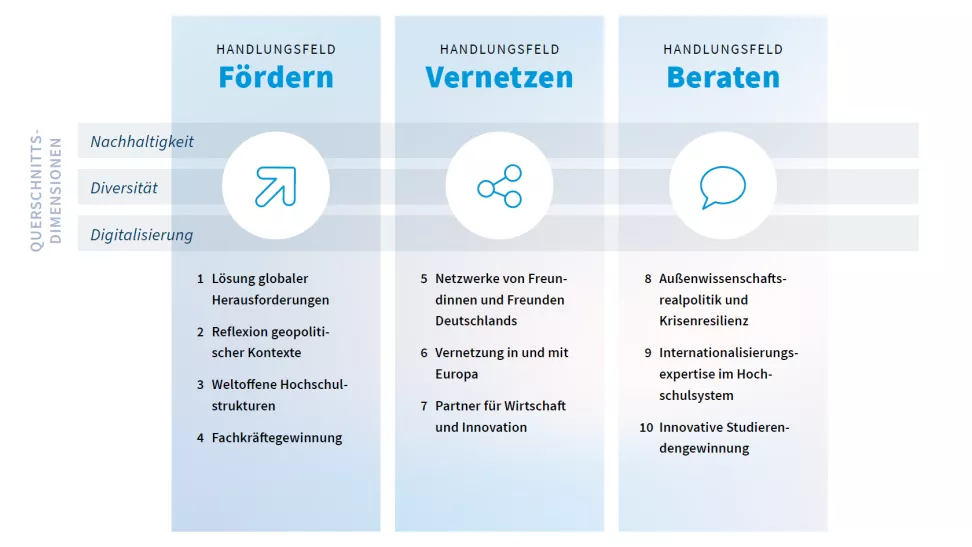
Die 10 strategischen Ziele in den Handlungsfeldern Fördern, Vernetzen und Beraten

Mit der Umsetzung dieser strategischen Ziele folgt der DAAD seiner Mission und Vision, die die Strategie auf der Grundlage des DAAD-Mottos „Wandel durch Austausch“ ausformuliert: Durch internationalen akademischen Austausch (Mission) befördern wir die persönliche Entwicklung und Qualifizierung von Menschen und gestalten gesellschaftliche und globale Transformationsprozesse für eine bessere Zukunft auf unserem Planeten (Vision).

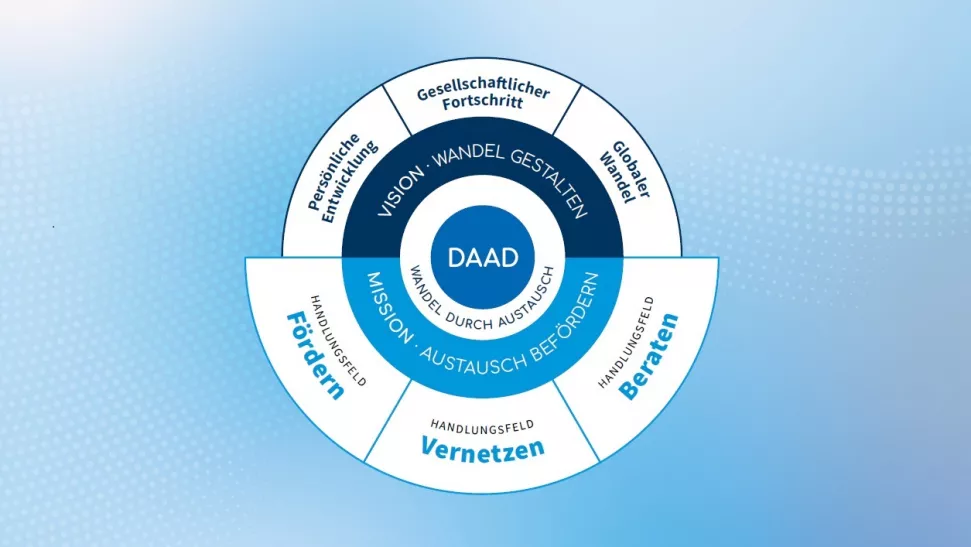
Vision und Mission des DAAD

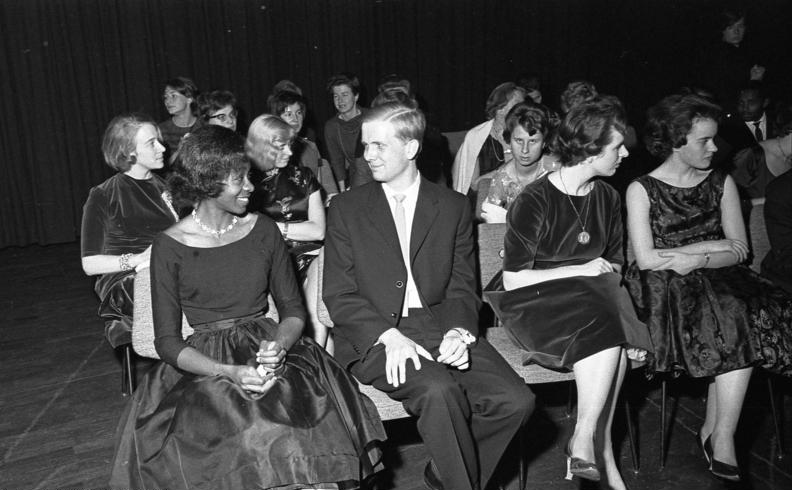
Veranstaltung des DAAD in der Bonner Beethovenhalle, Dezember 1961

## Leitbild des DAAD
„Wandel durch Austausch“ lautet das Motto des DAAD. Durch internationalen akademischen Austausch (Mission) befördert der DAAD die persönliche Entwicklung und Qualifizierung von Menschen und gestaltet gesellschaftliche und globale Transformationsprozesse für eine bessere Zukunft auf dem Planeten (Vision).

## Geschichte
Die Gründung erfolgte am 13. Januar 1925 aufgrund einer studentischen Initiative unter dem Namen „Akademischer Austauschdienst“ e. V. (AAD) in Heidelberg. Noch im Gründungsjahr wurde der Sitz nach Berlin verlegt; seit 1931 gilt der Name Deutscher Akademischer Austauschdienst (DAAD). Unmittelbar nach der Machtübernahme der Nationalsozialisten 1933 wurde der DAAD gleichgeschaltet, suchte aber auch selbst auf Grund seiner personellen Besetzung aktiv die Nähe zum nationalsozialistischen Regime. Als Präsident wurde das Mitglied der NSDAP Ewald von Massow und SS-Brigadeführer eingesetzt. Der Geschäftssitz im Berliner Stadtschloss wurde 1943 durch Bombenangriffe zerstört und der Dienst dann 1945 aufgelöst. Am 5. August 1950 wurde der DAAD in Bonn neu gegründet.

## Bekannte DAAD-Alumni
- Margaret Atwood (* 1939), Schriftstellerin
- Unsuk Chin (* 1961), Komponistin[11]
- Willie Doherty (* 1959), Künstler
- Jeffrey Eugenides (* 1960), Schriftsteller
- Jim Jarmusch (* 1953), Filmproduzent
- Ryszard Kapuściński (1932–2007), Journalist
- Nam June Paik (1932–2006), Künstler
- Max Söllner (1929–2003), Künstler
- Susan Sontag (1933–2004), Schriftstellerin und Regisseurin
- Bob Wilson (1941–2025), Regisseur und Theaterautor
- Ghil'ad Zuckermann (* 1971), Sprachwissenschaftler
- Emmett Williams (1925–2007), Fluxus-Künstler
- Claus Kleber (* 1955), Journalist
- Karl Lauterbach (* 1963), deutscher Mediziner, Gesundheitsökonom und Politiker (SPD)
- Norbert Langer (* 1958), Astrophysiker
- Sascha Spoun (* 1969), deutsch-schweizerischer Wirtschaftswissenschaftler. Seit 2006 Präsident der Leuphana Universität Lüneburg
- Juli Zeh (* 1974), Schriftstellerin und Juristin
- Jutta Allmendinger (* 1956), Soziologin
- Karamba Diaby (* 1961), Politiker (SPD) und Mitglied des Bundestages
- Magdalena Götz (* 1962), Neurobiologin und Hochschullehrerin
- Claudia Kemfert (* 1968), Wirtschaftswissenschaftlerin, Leiterin der Abteilung Energie, Verkehr und Umwelt am Deutschen Institut für Wirtschaftsforschung (DIW), Professorin an der Leuphana Universität Lüneburg,
- Juliane Kokott (* 1957), Juristin, Generalanwältin am Gerichtshof der Europäischen Union (EuGH) und Titularprofessorin an der Universität St. Gallen
- Dagmar Schäfer (* 1968), Sinologin und Wissenschaftshistorikerin
- Andreas Meck (1959–2019), deutscher Architekt und Hochschullehrer
- Juliane Vogel (* 1959), Literaturwissenschaftlerin, Professorin für Neuere Deutsche Literatur und Allgemeine Literaturwissenschaft an der Universität Konstanz
- Wolfgang Ketterle (* 1957), deutscher Physiker, Hochschullehrer und Nobelpreisträger
- Harald zur Hausen (1936–2023), Mediziner und Nobelpreisträger
- Tsitsi Dangarembga (* 1959), Autorin und Filmemacherin
- Alexander Gerst (* 1976), Geophysiker und Astronaut
- Susanne Mahlmeister (1952–2000), Malerin, Fotografin und Bildhauerin

Einige Nobelpreisträger sind DAAD-Alumni, u. a. Günter Blobel (1999), Gao Xingjian (2000), Wolfgang Ketterle (2001), Imre Kertész (2002), Wangari Maathai (2004), Herta Müller (2009), Mario Vargas Llosa (2009), Swetlana Alexijewitsch (2015), Leo Hoffmann-Axthelm (2017), Olga Tokarczuk (2018), Peter Handke (2019) und andere.

## Finanzierung
Das Budget des DAAD stammt überwiegend aus öffentlichen Mitteln (Auswärtiges Amt, BMBF, BMZ, EU u. a.), aber auch von privaten Spendern und Organisationen.
Der Gesamthaushalt (Gesamtmittel) 2024 betrug 752,8 Mio. €.

## Organisation

### Organe
| Name                 | Amtszeit | Amtszeit |
| Name                 | von      | bis      |
| -------------------- | -------- | -------- |
| Alfred Weber         | 1925     | 1925     |
| Viktor Bruns         | 1925     | 1931     |
| Theodor Lewald       | 1931     | 1933     |
| Ewald von Massow     | 1933     | 1942     |
| Gustav Adolf Scheel  | 1942     | 1945     |
| Theodor Klauser      | 1950     | 1954     |
| Werner Richter       | 1954     | 1959     |
| Emil Lehnartz        | 1960     | 1968     |
| Gerhard Kielwein     | 1968     | 1972     |
| Hansgerd Schulte     | 1972     | 1987     |
| Theodor Berchem      | 1988     | 2007     |
| Stefan Hormuth       | 2008     | 2010     |
| Sabine Kunst         | 2010     | 2011     |
| Margret Wintermantel | 2012     | 2019     |
| Joybrato Mukherjee   | 2020     | heute    |

Der Präsident (siehe nebenstehende Tabelle) repräsentiert den DAAD nach außen.
Dem Vorstand des DAAD gehören neben Präsident und Vizepräsidentin aktuell zehn Vertreter (m/w) der Hochschulen (Präsidenten, Rektoren oder Leiter der Akademischen Auslandsämter), sowie drei Studierendenschaftsvertreter an. Die Vorstandsmitglieder werden von der Mitgliederversammlung gewählt, wobei die Studierendenvertreter die Mehrheit aller Stimmen und die der Studierendenschaften haben müssen. Die Vertreter der Hochschulen werden alle vier, die der Studierendenschaften alle zwei Jahre gewählt. Ferner sind als Gäste kooptiert
- Vertreter der finanzierenden Bundesministerien (AA, BMBF und BMZ),
- die Präsidenten der Hochschulrektorenkonferenz (HRK), des Goethe-Instituts und der Alexander-von-Humboldt-Stiftung (AvH)
- die Generalsekretäre der Kultusministerkonferenz (KMK) und des Stifterverbands für die deutsche Wissenschaft bzw. deren Vertreter.

Die Mitgliederversammlung tagt einmal im Jahr.

### Geschäftsstelle

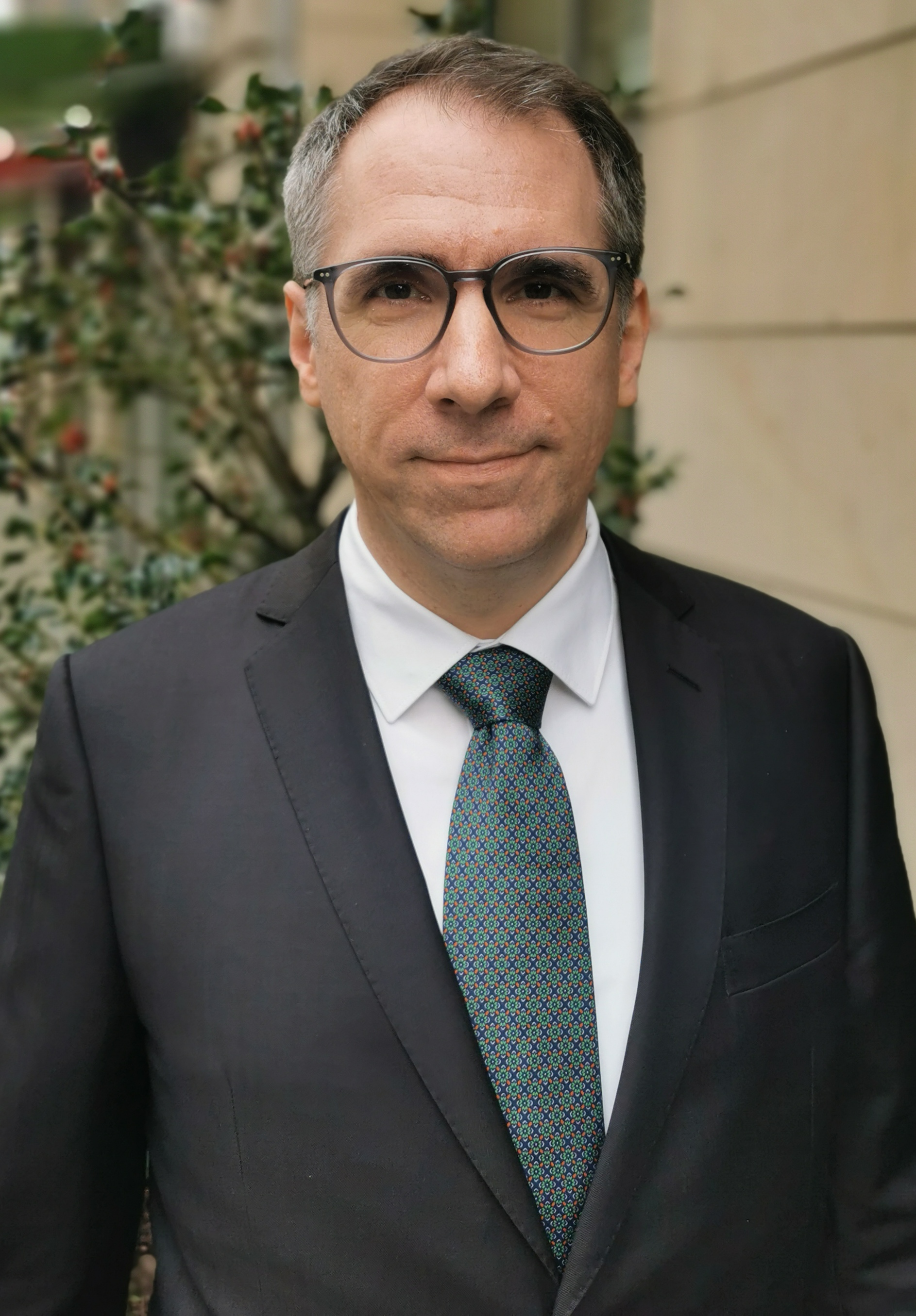
Kai Sicks (2024)

Die Geschäftsstelle des DAAD wird geführt von Generalsekretär Kai Sicks. Im Jahr 2024 betrug das Haushaltsvolumen 752,8 Millionen Euro, die Anzahl an Planstellen sowie Projekt- und Drittmittelstellen 1.179. Der DAAD förderte 2024 rund 140.803 Studierende, Graduierte, Wissenschaftler, Künstler und Administratoren: 14.427 kamen aus dem Ausland nach Deutschland, 49.825 Deutsche sammelten Erfahrungen in aller Welt. Für die Umsetzung der „Erasmus+“- Aktivitäten im Hochschulbereich ist innerhalb des DAAD die „Nationale Agentur für EU-Hochschulzusammenarbeit“ zuständig, die neben dem Auslandsstudium auch -praktika und den Austausch von Dozenten und Personal der Hochschulverwaltungen koordiniert. Im Rahmen der Erasmus+-Mobilitätsprogramme wurden 2024 40.063 Personen gefördert.
Neben seiner Zentrale in Bonn (Kennedyallee 50) unterhält der DAAD ein Hauptstadtbüro in Berlin, das sich im WissenschaftsForum Berlin befindet. Dem Hauptstadtbüro ist auch das renommierte Berliner Künstlerprogramm angegliedert.

### Außenstellen und Informationszentren

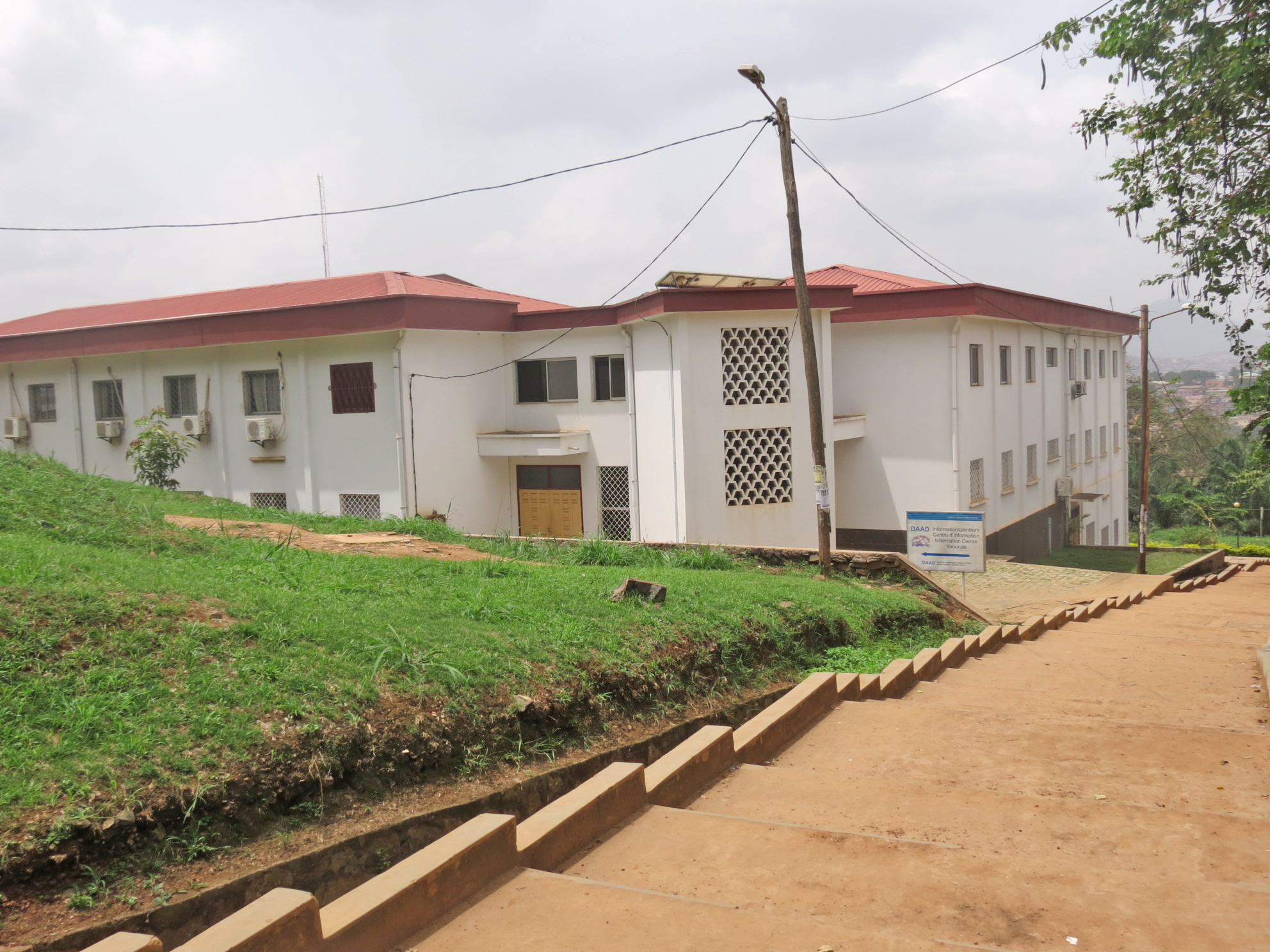
Informationszentrum des DAAD in Yaoundé, Kamerun

Ein Netzwerk von 21 Außenstellen, 36 Informationszentren (ICs) und 6 Deutschen Wissenschafts- und Innovationshäusern (DWIH) in mehr als 50 Ländern hält Kontakt zu den Partnerländern und berät vor Ort (Stand: 2024). Die erste DAAD-Außenstelle wurde 1927 in London gegründet, die neuesten 2024 in Accra und 2025 in Bischkek.
Die Außenstellen mit ihrem Gründungsjahr:
- DAAD-Außenstelle London (1927 gegründet; 1952 neu eröffnet)[22]
- DAAD-Außenstelle Kairo (1960)[23]
- DAAD-Außenstelle Neu-Delhi (1960)[5]
- DAAD-Außenstelle Paris (1963)[24]
- DAAD-Außenstelle New York City (1971)[5]
- DAAD-Außenstelle Rio de Janeiro (1972)[25]
- DAAD-Außenstelle Moskau (1973, 1993)[5]
- DAAD-Außenstelle Nairobi (1973)[26]
- DAAD-Außenstelle Tokio (1978)[5]
- DAAD-Außenstelle Jakarta (1990)[27]
- DAAD-Außenstelle Peking (1994)[28]
- DAAD-Außenstelle Warschau (1997)[29]
- DAAD-Außenstelle Mexiko-Stadt (2001)[30]
- DAAD-Außenstelle Hanoi (2003)[31]
- DAAD-Außenstelle Brüssel (2007)[32]
- DAAD-Außenstelle Tunis (2019)[5]
- DAAD-Außenstelle Amman (2019)[5]
- DAAD-Außenstelle Bogotá (2019)[5]
- DAAD-Außenstelle Tunis (2020)[33]
- DAAD-Außenstelle Tiflis (2021)[33]
- DAAD-Außenstelle Accra (2024)
- DAAD-Außenstelle Zentralasien, Sitz in Bischkek (2025)

### DAAD-Freundeskreis e.V.
Ausländische Studierende mit DAAD-Stipendium werden in Deutschland von ehemaligen deutschen DAAD-Stipendiaten betreut, die im DAAD-Freundeskreis e. V. zusammengeschlossen sind. Der Freundeskreis wurde 1981 gegründet und hat bundesweit ca. 1500 Mitglieder. In vielen Universitätsstädten gibt es Regionalgruppen, welche die Betreuung der ausländischen Stipendiaten organisieren.
DAAD-Freundeskreise und Alumnivereine ehemaliger ausländischer Stipendiaten gibt es in vielen Ländern.

## Sonstiges
Die Teilnehmer der Erasmus+-Programme des DAAD gehen laut einer Umfrage aus dem Jahr mit rund 79.000 Teilnehmern etwa doppelt so häufig Lebensbeziehungen mit ausländischen Partnern ein (27 %), wie Studenten ohne Auslandsaufenthalte (13 %). Weiterhin liegt die Arbeitslosenquote bei Erasmus+-Studenten fünf Jahre nach dem Studienabschluss um 23 Prozent niedriger als bei denjenigen, die nicht zu Studien- oder Ausbildungszwecken im Ausland waren.
Seit 2021 fördert der DAAD mit dem Hilde-Domin-Programm Studierende, denen in ihren Heimatländern formal oder de facto das Recht auf Bildung oder andere Grundrechte vorenthalten werden.

## Preise

### Jacob- und Wilhelm-Grimm-Preis
Der DAAD verleiht jährlich einen Jacob- und Wilhelm-Grimm-Preis an Wissenschaftler aus dem Ausland für „herausragende Arbeiten auf den Gebieten Germanistische Literatur- und Sprachwissenschaft, Deutsch als Fremdsprache sowie Deutschlandstudien“. Die Auszeichnung, in Erinnerung an die Sprachforscher und Begründer der Germanistik Jacob und Wilhelm Grimm, ist mit 10.000 Euro dotiert und mit einem vierwöchigen Forschungsaufenthalt an einer deutschen Hochschule verbunden. Der Jacob- und Wilhelm-Grimm-Förderpreis zeichnet analog Nachwuchswissenschaftler derselben Forschungsgebiete aus.

### AA-Preis
Gemeinsam mit dem Auswärtigen Amt vergibt der DAAD den jährlich seit 1998 verliehenen (seit 2013 mit 20.000 € dotierten) Preis des Auswärtigen Amtes für exzellente Betreuung ausländischer Studierender an deutschen Hochschulen (AA-Preis).

### Hochschul-Integrationspreis
Der „Hochschul-Integrationspreis für herausragendes Engagement zur Integration studierfähiger Flüchtlinge“ kurz Hochschul-Integrationspreis, wird seit 2021 von dem DAAD und dem Bundesministerium für Bildung und Forschung (BMBF) verliehen. Der Preis soll besonders innovative und erfolgreiche Projekte und Initiativen sichtbar machen, Vorhaben mit Modellcharakter identifizieren und zur nachhaltigen Weiterentwicklung ermutigen.